# Tragédie (Sofoklés)
Tragédie je název knihy, obsahující překlad souboru antických tragédií, jejichž autorem je Sofoklés.
V knize je všech sedm dochovaných tragédií (Antigoné, Élektrá, Král Oidipús, Oidipús na Kolónu, Filoktétés, Tráchíňanky, Aiás) a četné zlomky, zejména ze satyrského dramatu Slídiči.
Z komentovaných řeckých originálů Sophoclis tragoediae (Weidmann, Berlín 1891-1909) a The Fragments of Sophocles I-III (A. C. Pearson, Cambridge 1917) přeložili Ferdinand Stiebitz (Antigonu, Élektru, Krále Oidipa a Slídiče), Václav Dědina (Oidipa na Kolónu, Filoktéta, Tráchíňanky a Aianta) a Radislav Hošek (Zlomky). Předmluvu napsal Bořivoj Borecký. Úvody k tragédiím, poznámkami a seznamem vlastních jmen opatřili překladatelé.
Knihu vydalo Nakladatelství Svoboda v roce 1975 jako 29. svazek edice Antická knihovna.